# Багиров, Эльмир Мамед оглы
Эльмир Мамед оглы Багиров (азерб. Elmir Məmməd oğlu Bağırov; род. 28 апреля 1980, Hişgədərə, Масаллинский район) — глава Исполнительной власти Саатлинского района (c 2020).

## Биография
Родился 28 апреля 1980 года в селе Хишкадара Масаллинского района. В 1997 году окончил среднеобразовательную школу села Хишкадара им. Эльшада Агаева.
В 2001 году окончил факультет социальных наук Бакинского государственного университета по специальности «политология». 
В 2003 году окончил магистратуру Академии государственного управления Азербайджана по специальности «международные политические процессы и теория международных отношений».
В 2006 году окончил докторантуру Академии государственного управления Азербайджана. В 2008 году защитил докторскую диссертацию на тему: «Приоритетные направления национальных интересов Азербайджана в Каспийском регионе». Доктор политических наук. 
С 2009 года являлся преподавателем, с 2012 года — старшим преподавателем, с 2017 года доцентом кафедры политического управления и политологии, кафедры международных отношений и внешней политики Академии государственного управления Азербайджана.
Являлся участником и докладчиком более 10 международных конференций. Автор 24 научных статей.
С 2006 года — ведущий специалист, с 2014 года — начальник департамента гуманитарных программ Фонда Гейдара Алиева.
С 2014 по апрель 2016 года — руководитель аппарата Управления Комплекса государственного флага. 
С апреля 2016 по август 2020 года — глава аппарата Управления Приморского бульвара.
Глава Исполнительной власти Саатлинского района (с 24 августа 2020).
Член партии «Новый Азербайджан».